# Kovács László (régész)
Kovács László (Kispest, 1942. augusztus 27. –) régész.

## Élete
1966-ban László Gyula irányításával szerzett az Eötvös Loránd Tudományegyetemen kitüntetéses régész-történelem tanári diplomát. 1968-ban “summa cum laude” minősítéssel doktorált. 1968-ig a Magyar Nemzeti Múzeumban kapott szerződéses kisegítői állást, Dienes István mellett a Középkori Osztályon, majd az Adattárba került. 1970 novemberében a Magyar Tudományos Akadémia Régészeti Intézetének tudományos segédmunkatársa lett. Később tudományos tanácsadó, 1991-2007 között tudományos igazgatóhelyettes volt. 1981-ben Moszkvában védte meg kandidátusi dolgozatát. Akadémia doktori értekezését 1995-ben fogadták el. 2008-ban a Szegedi Tudományegyetem Régészeti Tanszékének címzetes egyetemi tanára lett.
1962–1971 között részt vett Dienes magyarhomorog-kónyadombi 10–12. századi temetőásatásán, amelyet 1985–1988 között önállóan fejezett be. 1976–1984 között Patay Pál mellett feltárta a 11. századi tiszalúc-sarkadi temetőt és a Szabolcs-Petőfi utcai 10–12. századi temetőt. Leletmentéseket végzett többek között Dabas-Paphegyen, Gyoma-Kádártanyán, Gyula-Törökzugon, Nagyhalász-Zomborhegyen, Nagytarcsa-Homokbányán, Tímár-Béke TSz. majorja I–II. temetőben, illetve másutt.
Elsősorban A honfoglalás- és kora Árpád-kor régészetével (fegyvertörténet, temetőtípusok, kalandozások, éremtan) foglalkozik. Szerkesztője, illetve társszerkesztője volt a millenniumi tanulmánykötet-sorozatnak, és Révész László mellett társszerkesztője a magyarországi honfoglalás- és kora Árpád-kori sírleletek korpuszsorozatnak.

## Művei
- 1989 Münzen aus der ungarischen Landnahmezeit : archäologische Untersuchung der arabischen, byzantinischen, westeuropäischen und römischen Münzen aus dem Karpatenbecken des 10. Jahrhunderts. Fontes archaeologici Hungariae
- 1994 Das früharpadenzeitliche Gräberfeld von Szabolcs. Varia archaeologica Hungarica 6.
- 1997 A kora Árpád-kori magyar pénzverésről : érmetani és régészeti tanulmányok a Kárpát-medence I. (Szent) István és II. (Vak) Béla uralkadása közötti időszakának (1000-1141) érméiről. Varia archaeologica Hungarica 7.
- 1999 Volt-e a honfoglaló magyaroknak kauricsigapénzük? A kérdés általános és konkrét megközelítése. Századok 133, 63–84.
- 2001 A Szent István-i lándzsa. In: Koronák, koronázási jelvények. Szerk.: Bende Lívia – Lőrinczy Gábor. Ópusztaszer, 99–136.
- 2002 Szarmata kori üvegkauri Hajdúböszörmény határából. A HajdMÉ 10, 5–44.
- 2002 A honfoglaló magyarok bőrpáncéljáról. Hadtört. Közlemények 115, 311–334.
- 2003 Csalóka lidércfény nyomában. A szibériai Petőfi-kutatás csődje. Irodalomtörténeti Könyvtár. Budapest.
- 2003 Beregszász–Birka - Beiträge zu den Mützen mit Blechspitze des 10. Jahrhunderts. ActaArchHung 54, 205–241.
- 2005 Muszlim pénzek a X. századi Kárpát-medencében. In: Csodaszarvas. Őstörténet, vallás és néphagyomány 2005. Budapest, 35–96.
- 2006 A magyarhomorog-kónyadombi X–XII. századi magyar köznépi temető érméiről. In: Testis temporum, vita memoriae. Ünnepi tanulmányok Pálóczi Horváth András 65. születésnapjára. Szerk.: F. Romhányi Beatrix. Studia Caroliensia 7/3–4, 215–248.
- 2007 Über die Münzen des Gräberfeldes des ungarischen Gemeinvolkes aus dem 10.–12. Jahrhundert von Magyarhomorog-Kónyadomb. Acta Arch. Hung. 58, 187–212.
- 2008 Gyóni Géza földi maradványainak sorsa. Egy újabb megvalósíthatatlan, provokatív exhumálási ötlet háttere. Hadtörténelmi Közlemények 121, 107–142.
- 2008 Vulvae, Eyes, Snake Heads. Archaeological Finds of Cowrie Amulets. With malacological identifications by Gyula Radócz. Oxford.
- 2008 Die zwischen 1000 und 1141 verborgene Hortfunde des Karpatenbeckens. Acta Arch. Hung. 59, 429–455.
- 2008 Muslimische Münzen im Karpatenbecken des 10. Jahrhundert. Antaeus 29–30, 479–533.
- 2009 Egy hadifogoly antropológus - tanár: Dús Ferenc (1888–1945). Anthropológiai Közlemények 50, 81–99. (tsz. Tatyjana Mihajlovna Rejsz)
- 2010 Az első felismert honfoglalás kori temetkezés: a benepusztai sír. Turán 13/2, 137–144.
- 2010 Régimódi történetek egy hajdani tervásatásról (Személyes emlékeim Dienes Istvánról, különös tekintettel Magyarhomorogra). A Nyíregyházi Jósa András Múzeum Évkönyve 52, 19–44.
- 2011 Örménykút site 52 - Section of a cemetery from the period of the Hungarian Conquest. In: Andrea H. Vaday – Dénes Jankovich B. – László Kovács: Archaeological Investigations in County Békés 1986–1992. Varia Archaeologica Hungarica 25, 587–637. (tsz. Vaday Andrea)
- 2011 Észrevételek a 9–11. századi magyarság régészeti emlékeihez. In: Erősségénél fogva várépítésre való. Szerk.: Juan Cabello – C. Tóth Norbert. Nyíregyháza, 77–92.
- 2011 Egy-egy apró 10. és 11. századi temetőmaradvány: Gyomaendrőd-Kádár-tanya és Ugari-dűlő. In: „Fél évszázad terepen” - Tanulmánykötet Torma István tiszteletére, 70. születésnapja alkalmából. Szerk.: Kővári Klára – Miklós Zsuzsa. Budapest, 287–301.
- 2012 A szibériai ál-Petőfiről és a fehéregyházi hitelesről. Folia Anthropologica 11, 55–122.
- 2012 Éremleletes templom körüli temetőkről és templomukról a kora Árpád-kori Magyar Királyságban (1000–1141). Monogr. SZTRT 2, 147–206.
- 2013 Benepuszta és Vereb. Az elsőként ismertté vált két honfoglalás kori sír (1834, 1853) érméinek sorsa. Numizmatikai Közlöny 110–111, 51–69.
- 2013 A Kárpát-medence honfoglalás és kora Árpád-kori szállási és falusi temetői, kitekintéssel az előzményekre. In: A honfoglalás kor kutatásának legújabb eredményei. Tanulmányok Kovács László 70. születésnapjára. Szerk.: Révész László – Wolf Mária. Szeged, 511–604.
- 2014 Előzetesen a magyarhomorog-kónya-dombi 10–12. századi temetőről. In: A Tigrisztől az Ennsig. Népvándorlás-, honfoglalás- és középkori tanulmányok a 75 éves Mesterházy Károly tiszteletére. szerk. Bollók Á.-Kolozsi B.-Kovács L.-Révész L.-Szenthe G. Budapest-Debrecen-Szeged
- 2015 A Taktaköz 10-11. századi sír- és szórványleletei, valamint a tiszalúc-sarkadi 11. századi temető; SZTE Régészeti Tanszék–MNM–MTA BTK Régészeti Intézet, Szeged–Bp., (Magyarország honfoglalás kori és kora Árpád-kori sírleletei)
- 2016 Hermann Róbert–Kovács László; Petőfi halála; Kossuth, Bp., (A magyar történelem rejtélyei)
- 2019 Magyarhomorog-Kónya-domb 10. századi szállási és 11–12. századi falusi temetője. Magyarország honfoglalás kori és kora Árpád-kori sírleletei (12)

## Elismerései
- 1994 Kuzsinszky Bálint-emlékérem
- 1999 Akadémiai Díj
- 2014 A Magyar Érdemrend tisztikeresztje